# مادلو
مادلو (بالفارسية: مادلو) هي قرية تقع في أذربيجان الغربية في إيران. يقدر عدد سكانها بـ 128 نسمة بحسب إحصاء 2016.